# Ambrosia
Las ambrosías (Ambrosia spp.) son un género de plantas herbáceas o arbustivas pertenecientes a la familia de las asteráceas, nativas de Norte y Sudamérica, desde donde se han difundido por Europa. Comprende una treintena de especies de plantas anuales o perennes, que crecen en especial en regiones llanas, poco húmedas y arenosas. Varias de las especies de Ambrosia producen grandes cantidades de polen, que por su difusión anemocórica es uno de los principales causantes de fiebre del heno.

## Características
Las especies de Ambrosia son hierbas o arbustos poco altos, aunque en alguna especie alcanzan los 4 m. Tienen tallos erectos e híspidos, que se presentan en matas densas de hasta medio metro de diámetro, con ramificaciones basales. La raíz tiende a ser cónica y profunda, dificultando la erradicación; algunas son rizomáticas. Las hojas son bipinnatífidas, lobuladas, con pecíolos alados, verde grisáceo a plateadas por haz y envés, opuestas en la base y alternas en las ramas altas.
Las plantas son monoicas, produciendo inflorescencias en forma de espiga apoyada en brácteas fusionadas para las flores masculinas, de color verde amarillento, forma discoidal y unos 3 mm de diámetro. Las flores femeninas son de color blanquecino, simples, axilares, ubicadas más abajo que las masculinas en el tallo; carecen de papo.
La fertilización sexual se produce por el viento, difundiéndose los granos de polen —de los que una única planta puede producir hasta 1000 millones en una temporada— sobre todo en la estación húmeda y a mediados de verano. El fruto es un aqueno recubierto de espinas, de forma ovoide, que contiene una única semilla pequeña de color pardo y forma de punta de flecha.

## Hábitat
Ambrosia aparece a lo largo de las regiones templadas del hemisferio norte y en el norte de Sudamérica. Prefieren los suelos arenosos, poco fértiles, ligeramente alcalinos, y son fuertemente fotófilas. Se dan espontáneamente a la vera de los caminos, en ruderales y a la orilla de ríos de llanura.

## Taxonomía
El género fue descrito por Carlos Linneo y publicado en Species Plantarum 2: 987–988. 1753. La especie tipo es: Ambrosia maritima
Etimología
Ambrosia: nombre genérico que deriva del griego “ἀμβροσία” (= ambrosìa), el nombre de la comida que le dio la inmortalidad de los dioses, derivado del griego άμβροτος (àmbrotos), que significa immortal.

## Especies
| - Ambrosia acanthicarpa - Ambrosia ambrosioides - Ambrosia ambrosioides septentrionale - Ambrosia artemisiifolia - Ambrosia aspera - Ambrosia bidentata - Ambrosia canescens - Ambrosia carduacea - Ambrosia chamissonis - Ambrosia cheirnathifolia - Ambrosia chenopodiifolia - Ambrosia confertiflora - Ambrosia cordifolia - Ambrosia coronopifolia - Ambrosia crithmifolia - Carquesa o carquesia de Cuba - Ambrosia deltoidea - Ambrosia dumosa - Ambrosia grayi - Ambrosia helenae - Ambrosia hispida - Ambrosia ilicfolia - Ambrosia intergradiens | - Ambrosia johnstoniorum - Ambrosia linearis - Ambrosia maritima - Ambrosia palustris - Ambrosia pannosa - Ambrosia parvifolia - Ambrosia peruviana - Ambrosia psilostachya - Ambrosia pumila - Ambrosia sandersonii - Ambrosia scabra var. robusta Ambrosia scabra var. tenuior - Ambrosia tarapacana - Ambrosia tenuifolia - Ambrosia tomentosa - Ambrosia trifida resistencia al glifosato Ambrosia trifida texana - Ambrosia trifolia - Ambrosia velutina |